# Ambra (colore)
Ambra è un colore arancio-giallo che prende il nome dal materiale omonimo.

## Definizione formale
Lo standard per le illuminazioni dell'industria automobilistica emesso dall'UNECE, stabilisce che gli indicatori di direzione e i catarinfrangenti dei veicoli, devono essere di colore ambra. Il colore è definito secondo lo standard CIE 1931 color space come segue:
| Componente di verde  | {\displaystyle y\leq x-0,\!120}        |
| Componente di rosso  | {\displaystyle y\geq 0,\!390}          |
| Componente di bianco | {\displaystyle y\geq 0,\!790-0,\!670x} |

Un colore così definito è situato all'esterno del gamut dello spazio di colore sRGB, perché un colore così puro non può essere rappresentato come somma dei primari RGB. Il colore qui rappresentato è una approssimazione desaturata, ottenuta prendendo il baricentro della definizione secondo lo standard e muovendolo nella direzione verso il punto bianco secondo lo standard D65, finché non incontra il triangolo del gamut sRGB.

## Utilizzo
È il colore utilizzato per i semafori, per gli indicatori di direzione nelle automobili (le "frecce") e per i segnali di richiesta di attenzione in genere.
I terminali nello standard VT220 esistevano anche in una variante a fosfori ambra.
L'ambra è il colore simbolico dell'energia ed è anche il colore indossato dal club calcistico inglese Hull City AFC.
Il colore ambra delle urine è indice di un colore più scuro del fisiologico giallo paglierino; alla normale composizione urinaria, infatti, si addizionano pigmenti di colore arancione o rosso.

## Galleria d'immagini

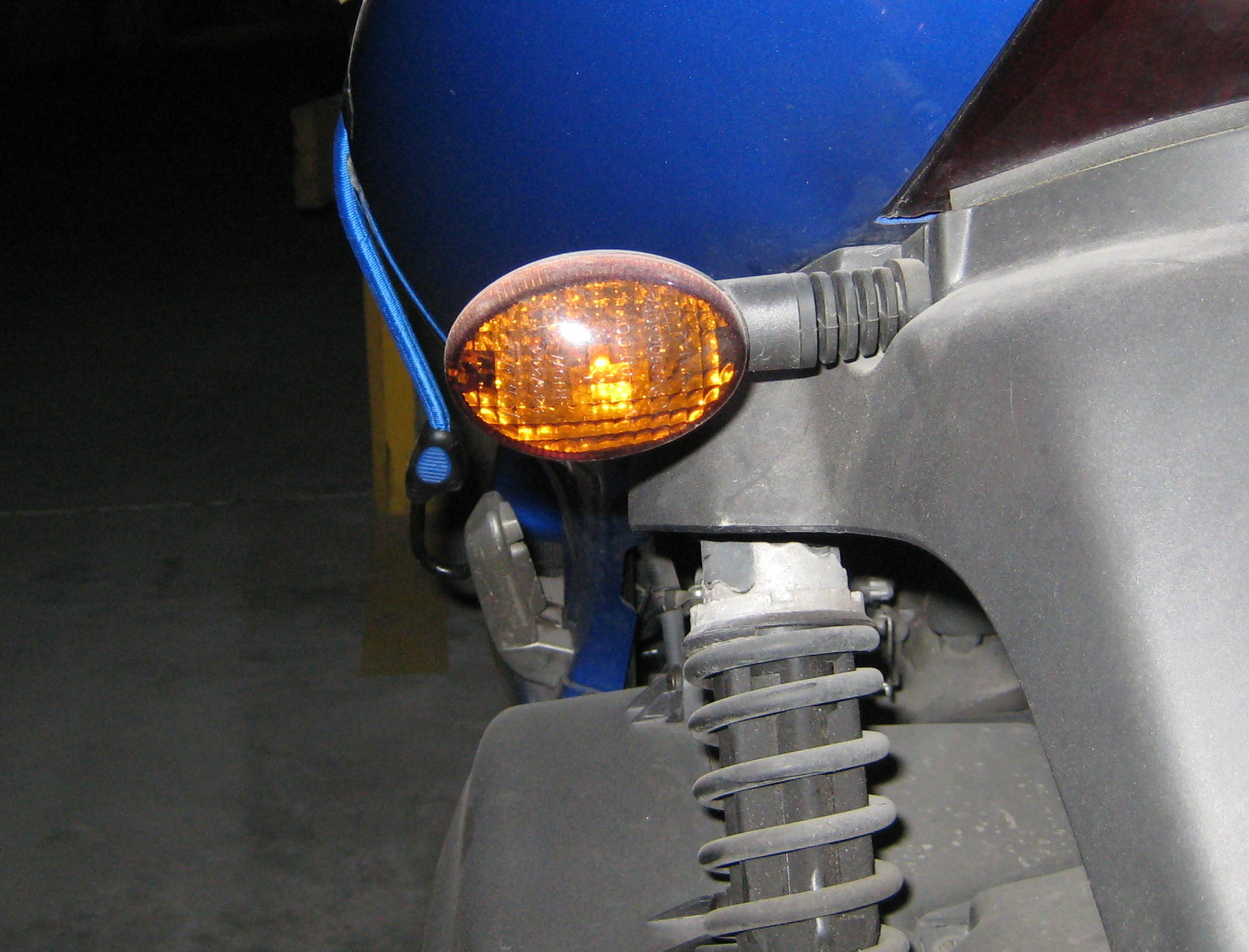
L'indicatore di direzione posteriore di uno scooter